# Gmina Jefferson (hrabstwo Fayette, Iowa)

Położenie Gminy Jefferson w hrabstwie Fayette

Gmina Jefferson (ang. Jefferson Township) – gmina w USA, w stanie Iowa, w hrabstwie Fayette. Według danych z 2000 roku gmina miała 7222 mieszkańców, a jej powierzchnia wynosi 94,42 km².